# Jamesonia congesta
Jamesonia congesta là một loài dương xỉ trong họ Pteridaceae. Loài này được Christ Christenh. mô tả khoa học đầu tiên năm 2011.